# Крыловка (Ружинский район)
Крыло́вка (укр. Крилівка) — село на Украине, основано в 1605 году, находится в Ружинском районе Житомирской области.
Код КОАТУУ — 1825284201. Население по переписи 2022 года составляет 332 человека. Почтовый индекс — 13623. Телефонный код — 4138. Занимает площадь 2,386 км².

## Адрес местного совета
13623, Житомирская область, Ружинский р-н, с.Крыловка, ул.Советская, 1